# 宮内庁京都事務所
京都事務所（きょうとじむしょ）は、宮内庁の地方支分部局。
国有財産である京都御所・京都大宮御所・京都仙洞御所・桂離宮・修学院離宮及び桃山陵墓監区・月輪陵墓監区・畝傍陵墓監区・古市陵墓監区など主に近畿以西に所在する天皇陵や皇族の墓の管理などの事務を担当している。
所在地は京都市上京区京都御苑3番。
1956年に地方支分部局となる前も、京都地方事務所、京都事務所が置かれており、さらにそれ以前は宮内省の内匠寮、主殿寮、諸陵寮の出張所があった。

## 組織
- 京都事務所長
  - 次長
  - 庶務課
  - 管理課
  - 工務課
  - 林園課
  - 桂離宮事務所
  - 修学院離宮事務所
    - 修学院離宮庭園詰所

## 関連法令
「京都事務所の所掌事務を定める内閣府令」（昭和五十五年総理府令第三十号）及び「京都事務所の所掌事務を定める内閣府令及び宮内庁組織規則の一部を改正する内閣府令」（平成三十一年内閣府令第二十五号）により所掌する事務が定められている。
第一条　京都事務所は、京都御所、京都大宮御所、京都仙洞御所、桂離宮、修学院離宮その他の京都市に所在する宮内庁所管の施設、正倉院及び陵墓（山形県、栃木県、東京都、神奈川県、新潟県及び長野県に所在する陵墓を除く。第二号において同じ。）に関する長官官房及び管理部の所掌事務のうち、次に掲げる事務をつかさどる。
1. 経費及び収入の予算、決算及び会計に関すること。
2. 物品（正倉院及び陵墓の物品を除く。）の管理に関すること。
3. 皇室財産その他の行政財産を管理すること。
4. 工事の監査に関すること。
5. 建築、土木その他の工事に関すること。
6. 水道、電気、ガスその他の設備に関すること。
7. 庭園及び樹林に関すること。

2　宮内庁長官は、特に必要があると認めるときは、臨時に、前項第三号から第七号までに掲げる事務の一部を管理部に行わせることができる。
第二条　京都事務所は、前条に定める事務のほか、宮内庁長官が特に命ずる事務をつかさどる。